# Andrea Heuser

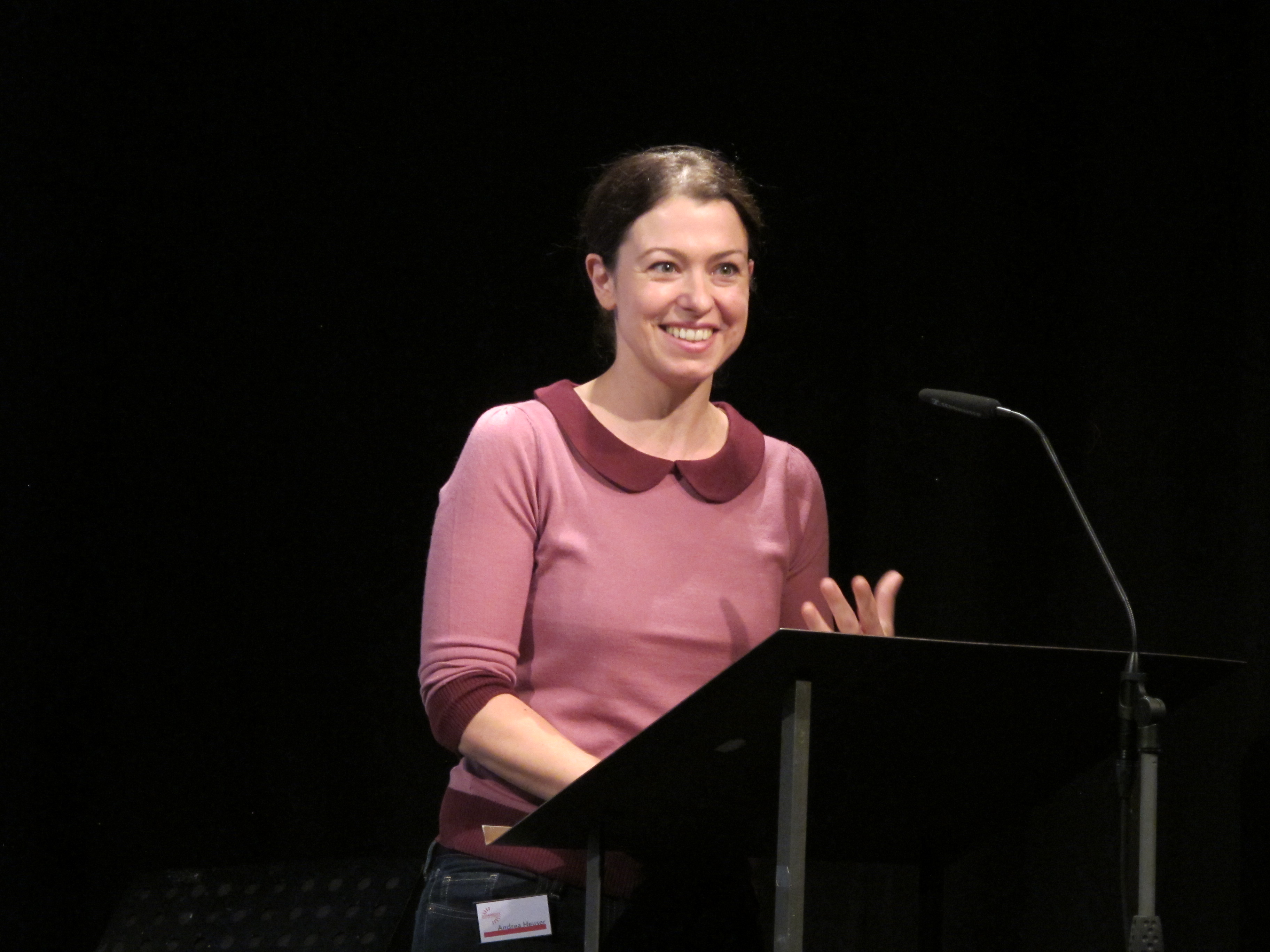
Andrea Heuser beim Schamrock – Festival der Dichterinnen 2014

Andrea Heuser (* 1972 in Köln) ist eine deutsche Autorin, Übersetzerin und Literaturwissenschaftlerin.

## Leben und Werk
Andrea Heuser studierte Germanistik, Politik und Vergleichende Religionswissenschaften in Köln und Bonn. Sie promovierte 2008 über deutsch-jüdische Literatur. Ihre Studie erschien 2011 unter dem Titel Vom Anderen zum Gegenüber. „Jüdischkeit“ in der deutschen Gegenwartsliteratur. Andrea Heuser arbeitet selbst literarisch im Bereich Lyrik, Prosa, Libretto und Musiktheater. Sie unterrichtete im Rahmen von Lehraufträgen an der Universität zu Köln und der Hochschule für Fernsehen und Film München. Im Lyrik Kabinett rief sie die Autorenwerkstatt sowie das Projekt Lust auf Lyrik. Gedichte an Schulen ins Leben. Darüber hinaus moderierte sie gemeinsam mit Karin Fellner, Augusta Laar und Gabriele Trinckler die Veranstaltungsreihe Lyrik-Plattform in München. Andrea Heuser ist Mitglied der Lyrikgruppen Lyrinx und Reimfrei. Bei der Plattform lyrikline.org des Hauses für Poesie Berlin kann man neben Gedichten von Andrea Heuser auch ihre Übersetzungen von Werken der libanesischen Dichterin Hanane Aad anhören.
2021 erschien Heusers Roman Wenn wir heimkehren, in dem sie eine Familienchronik über ihre Großeltern und ihren Vater schreibt, die aus Zeitgeschichte, Lokalkolorit, Milieugeschichten und empathischer Erzählhaltung besteht.
Heuser lebt mit ihrer Familie in München.

## Lyrikvertonungen
- 2007 bei Eichborn Lido
- 2002 bei amphion-records
- 2000 bei edition zeitklang

## Einzelpublikationen
- vor dem verschwinden, onomato, Düsseldorf 2008.
- Augustas Garten, DuMont, Köln 2014, ISBN 978-3-8321-9763-6.
- Wenn wir heimkehren. Roman. DuMont, Köln 2021, ISBN 978-3-8321-9811-4.

## Aufführungen von Werken (Auswahl)
- All diese Tage (Musik: Moritz Eggert), Oper. Uraufführung 2012 am Theater Bremen.
- Dr. Popels fiese Falle (Musik: Moritz Eggert), Kinderoper. Uraufführung 2002 an der Oper Frankfurt, Wiederaufnahme 2007 an der Oper Hamburg.
- Rotkäppchen, lauf!, Musiktheaterstück. Aufführungen 2007 an Theatern in Osnabrück (UA), München und Kassel.

## Auszeichnungen
- 2016 Literaturstipendium des Freistaates Bayern für das Romanprojekt Das Winkelhaus
- 2012 Finalistin beim Lyrikpreis Meran
- 2010 Arbeitsstipendium des Deutschen Literaturfonds für ihren Roman Augustas Garten
- 2009 Literaturstipendium der Landeshauptstadt München
- 2009 Förderpreis zum Literaturpreis Wartholz
- 2007 Stipendium der Hermann-Sudermann-Stiftung für Autoren
- 2007 Wolfgang-Weyrauch-Förderpreis
- 2006 Preis der Bodenseeländer (IBK) für Lyrik